# Новелара
Новела̀ра (на италиански: Novellara, на местен диалект Nuelara, Нуалера) е град и община в северна Италия, провинция Реджо Емилия, регион Емилия-Романя. Разположен е на 24 m надморска височина. Населението на общината е 13 955 души (към 2012 г.).